# Book of Martyrs

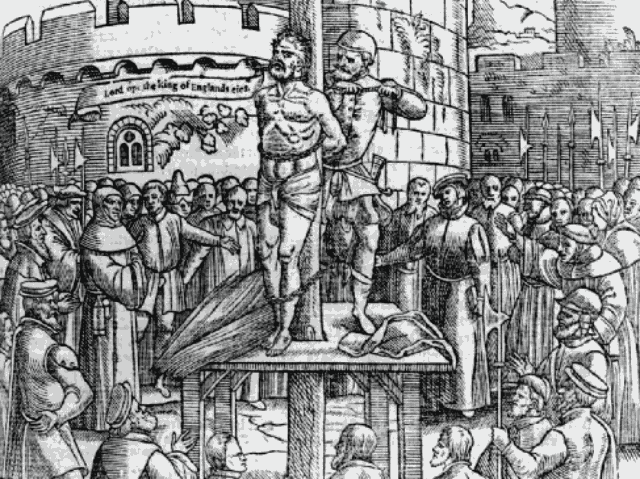
Illustration från Foxes Book of Martyrs

Book of Martyrs (egentligen Actes and Monuments, även känd som Foxe's Book of Martyrs) är en bok av John Foxe, utgiven 1563. I boken beskriver Foxe de kristna, främst brittiska, martyrerna i den västerländska historien från det första århundradet till och med tidigt 1500-tal. Stor vikt läggs vid de protestantiska martyrerna under 1500-talet under Maria den förstas regim. Boken är en klassiker och är rikt utrustad med illustrationer.

## Bokens historik
Första upplagan
Foxe påbörjade boken 1552, under Edvard VI:s regim. 1554, då han ännu befann sig i exil, publicerade han en skrift som skulle förebåda den stora martyrboken. I boken, som skrevs på latin, fokuserade han främst på förföljelserna av de engelska lollarderna under 1400-talet. Under 1550-talet samlade han vidare på material om förföljelser mot de kristna genom hela historien, vilket ledde fram till den första latinska upplagan av den berömda boken 1559. 1563 publicerade Foxe den första engelska utgåvan av boken. Det var en gigantisk volym på 1800 sidor, omkring tre och en halv gånger så lång som den latinska boken. 
Andra upplagan
Foxe fick kritik för vissa delar av den första upplagan och i den andra upplagan, som gavs ut 1570, hade han tagit intryck av den kritiken. Denna version mottogs med större välvilja från den engelska kyrkan. 
Tredje och fjärde upplagan
Foxe publicerade en tredje upplaga 1576, men den upplagan var i stort sett identisk med den andra upplagan. Den fjärde och sista upplagan, publicerad 1583, hade större typsnitt och bättre papperskvalitet. Den bestod av två volymer på omkring 2000 sidor med dubbla kolumner. Bokens omfattning i denna upplaga var omkring fyra gånger så lång som bibeln. Boken har beskrivits som den största och mest komplicerade boken som publicerats vid denna tid, då boktryckarkonsten i England ännu bara var några decennier gammal.

## Externa sidor
- Bok av Walter J. Veith
- Komplett e-bok
- Acts and Monuments. The Variorum Edition. (Sheffield 2004). Komplett, med originalstavning.
- Foxe Digital Project (Ohio State University). Utvalda illustrationer och texter från boken.
- Katolskt encyklopedi om boken